# Tunumiit

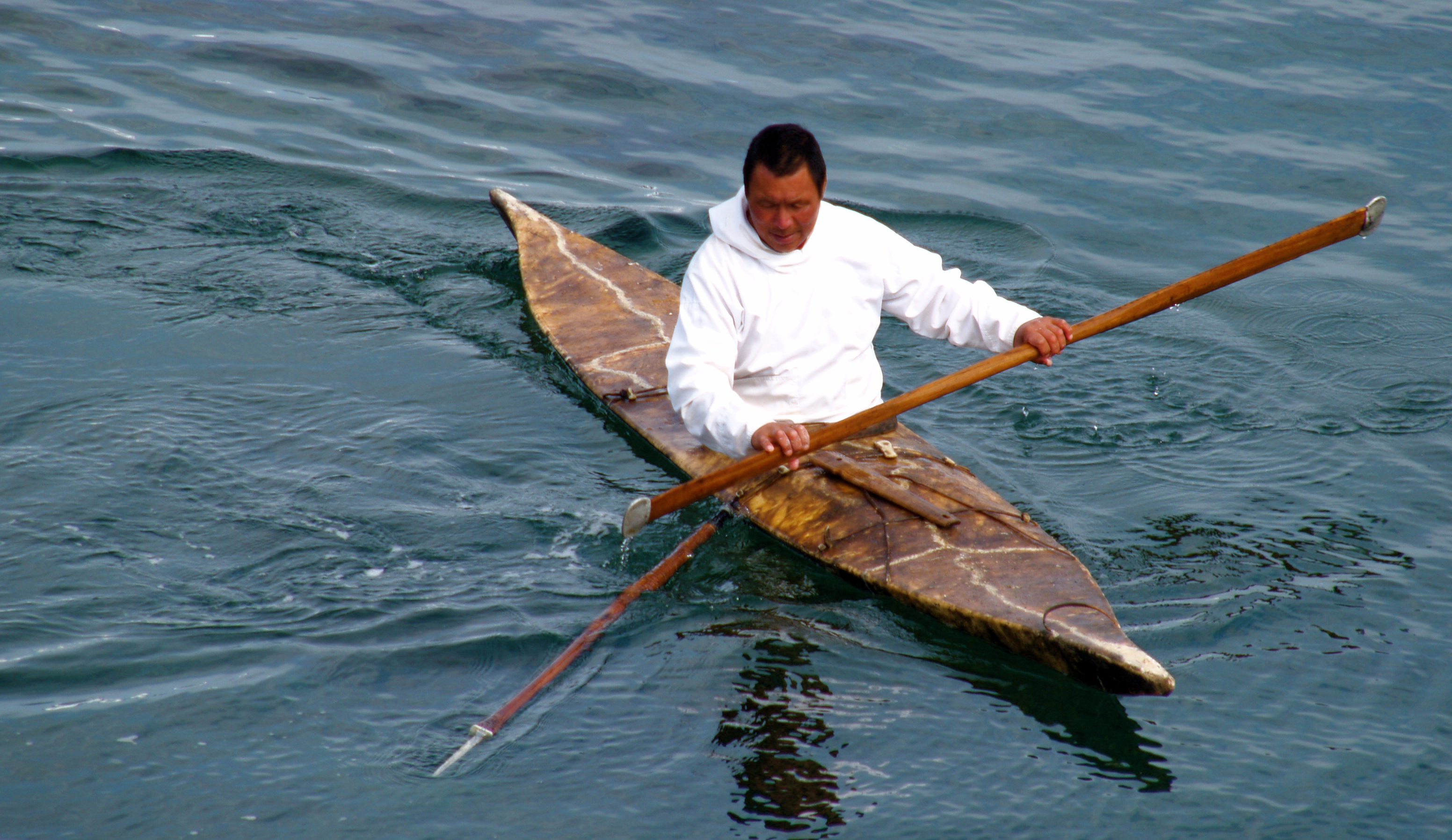
Ostgrönländer mit Harpune im Kajak auf Seehundjagd (2006)

Die Tunumiit (auch Ostgrönländer) sind mit 3400 Menschen (2005) die zweitgrößte indigene Volksgruppe Grönlands. Ihre Sprache Tunumiisut ist ein Idiom des Kalaallisut.
Die Tunumiit kamen erst um das Jahr 1884 mit Europäern in Kontakt und konnten die traditionelle Kultur der Grönländer bislang am besten bewahren. Heute wohnen sie in den Distrikten Tasiilaq und Ittoqqortoormiit. Aufgrund ihrer Vorgeschichte gleicht ihr Dialekt dem Idiom im kanadischen Nunavut.

## Herkunft
Genetisch betrachtet gehen die Tunumiit fast ausschließlich auf Einwanderer aus der Thule-Kultur Westgrönlands zurück, die sich im 13. oder 14. Jahrhundert an der klimatisch wesentlich ungünstigeren Ostküste ansiedelten. Die Vermutung, die Ostgrönländer seien zum Teil Nachfahren der um das Jahr 1000 untergegangenen Dorset-Kultur – deren Spuren auch in Ostgrönland nachweisbar sind – wurde durch genetische Untersuchungen widerlegt.

## Kultur, Geschichte und Religion

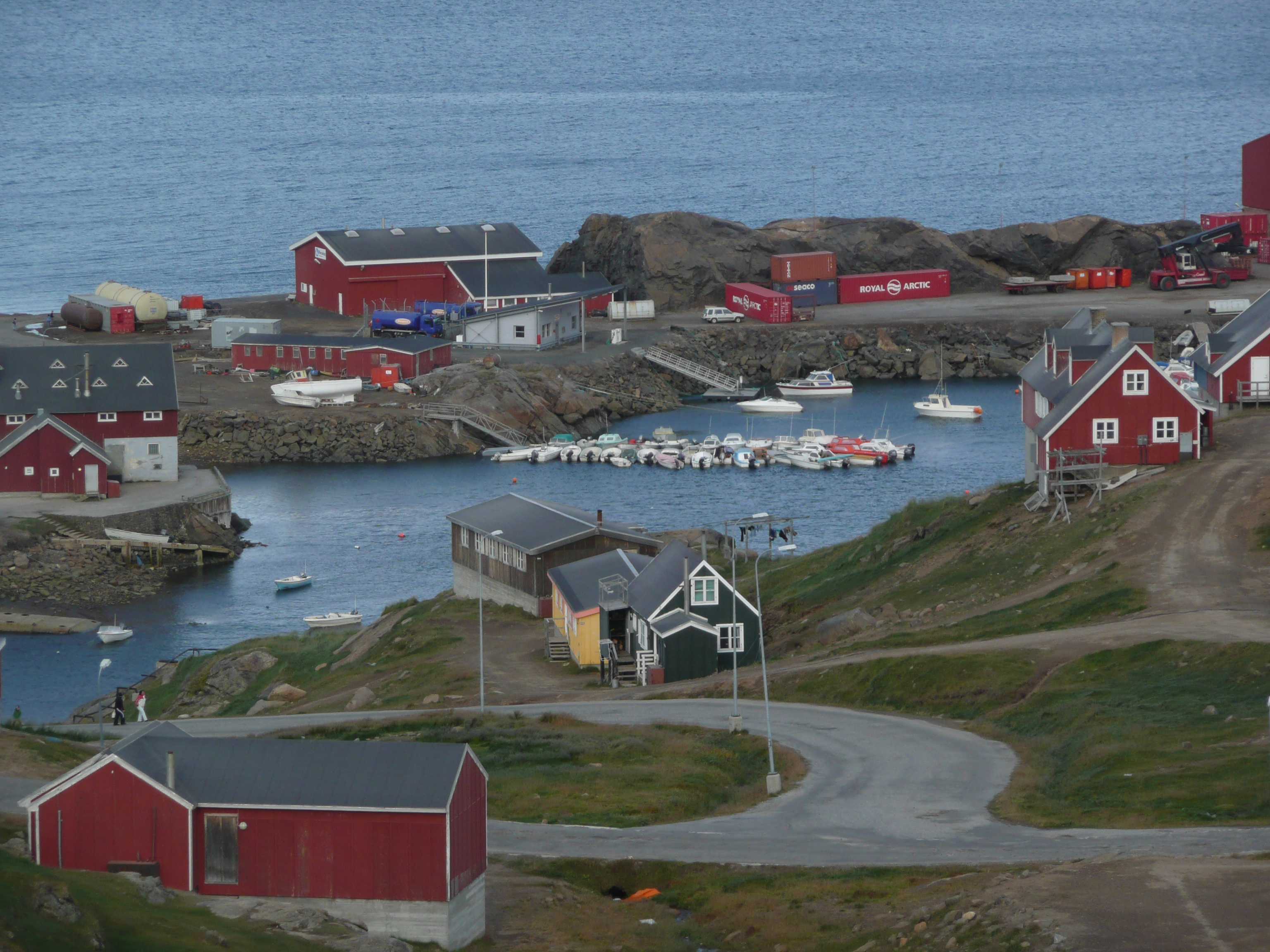
Tasiilaq, mit rund 2.000 Einwohnern die größte Stadt in Ostgrönland

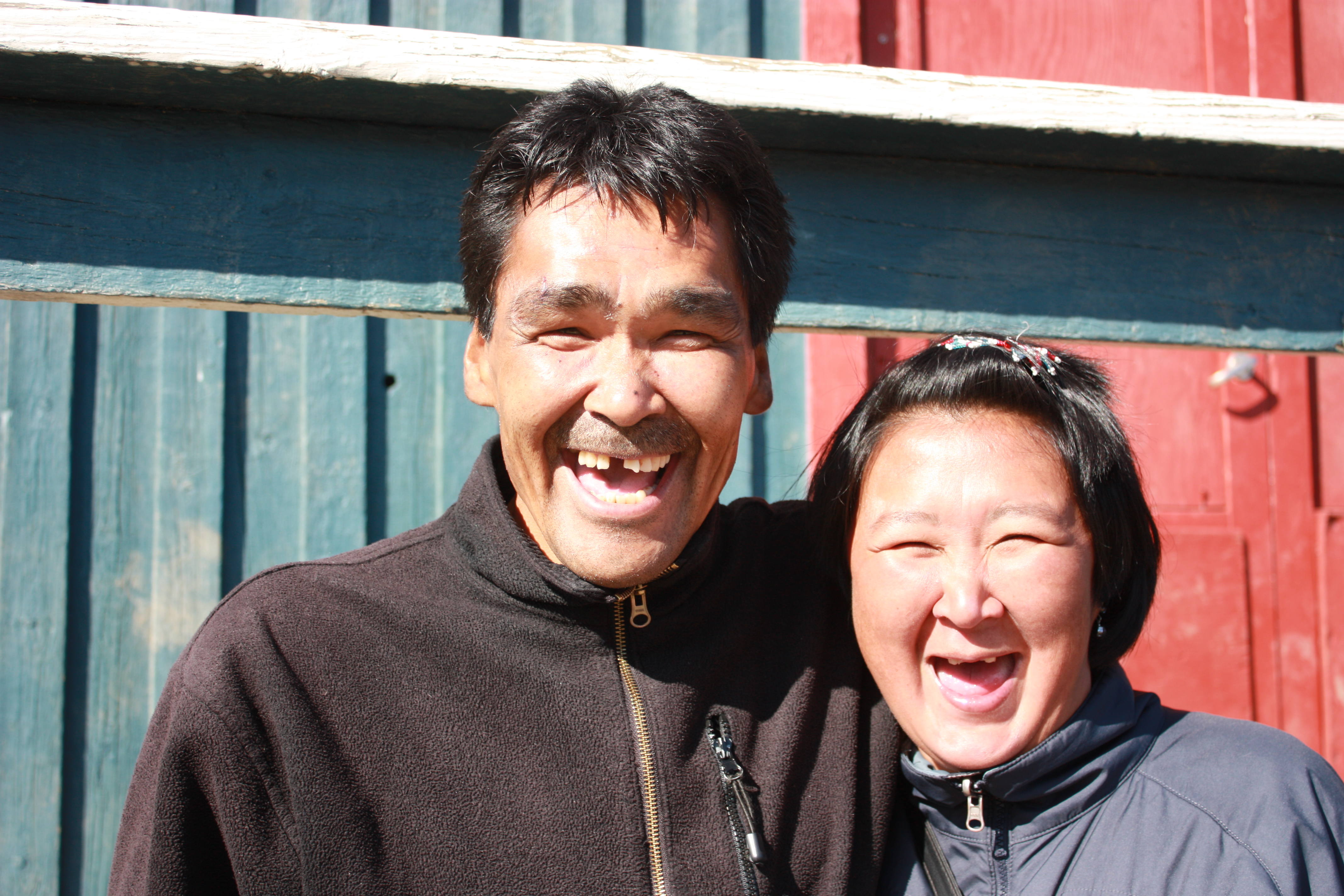
Tunumiit-Ehepaar aus Kulusuk

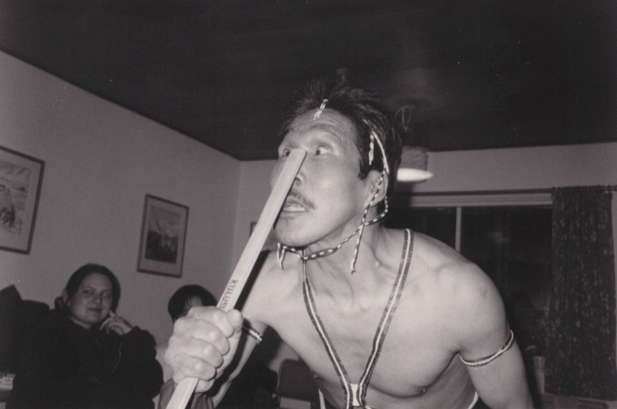
Anda Kûitse, der letzte Schamane der Kulusuk-Insel

Ursprünglich waren alle Grönland-Inuit – die man zum nordamerikanischen Kulturareal „Arktis“ zählt – Jäger, Fischer und Sammler, vor allem von Meeressäugern und Fischen. Noch heute stellt an der Ostküste die subsistenzwirtschaftliche Jagd neben dem Tourismus und geringfügiger Fischereiwirtschaft bei den meisten Familien einen wesentlichen Teil der Versorgung dar. Gejagt werden ausschließlich Meerestiere (Robben, Walross, Narwal und Lachs), da es außer dem Eisbären keine anderen landlebenden Großsäuger im Osten gibt.
Die Tunumiit lebten bis 1884 vollkommen isoliert von der übrigen Welt. Es ist denkbar, dass sie schon früher Kontakte mit europäischen Walfängern hatten, jedoch könnten die vorliegenden Überlieferungen auch auf Berichte aus Südwestgrönland zurückzuführen sein, die an der Ostküste erzählt wurden.
1884 kam Gustav Frederik Holm mit seiner Frauenbootexpedition nach Ostgrönland. Er verfügte über ein starkes Interesse an der reichen, noch völlig unbeeinflussten Kultur und beschrieb detailliert die religiösen Vorstellungen und Bräuche, die Legenden und die Musik, die einen bedeutenden Anteil am Alltagsleben der Tunumiit besaßen. Es gab eine Reihe gesellschaftlicher Gebote, die aus Angst vor dem Wirken böser Geister strikt eingehalten werden mussten. Schamanen (angakkut) tanzten und traten mit Hilfe von Schamanentrommeln mit der jenseitigen Welt in Kontakt, um schlechtes Wetter zu vertreiben und Krankheiten zu heilen. Die bei jedem Anlass gesungenen Trommellieder besaßen eine magische Bedeutung. Die Jäger murmelten magische Verse (serratit), um einen glücklichen Ausgang der Jagd zu erreichen, die Frauen sangen bedeutungsvolle Lieder ihren Kindern vor.
1894 wurde in Tasiilaq die erste Missions- und Handelsstation eingerichtet und westgrönländische und dänische Missionare begannen ihr Werk, um die Heiden zu bekehren und alle animistischen Glaubensvorstellungen und Rituale auszurotten. Der dänische Philologe und Eskimoforscher William Thalbitzer (1873–1958), der 1905/06 in Tasiilaq überwinterte, konnte noch einige magische Formeln des Trommeltanzes mit dem Phonographen aufzeichnen.
Obgleich alle Grönländer seit Beginn des 20. Jahrhunderts (mit dem Aufbau eines dänischen Schulsystems und dem Übergang zur Geldwirtschaft) offiziell christianisiert sind, haben sich die ursprünglichen Glaubensvorstellungen in den abgelegenen Regionen Nord- und Ostgrönlands bis heute erhalten. Man kann davon ausgehen, dass die meisten der rund 400 Menschen, die sich auch 2001 noch offiziell zur Inuit-Religion bekannten, größtenteils aus Ostgrönland stammen. Es wird sich dabei allerdings hauptsächlich um ältere Menschen handeln. Nach der dänischen Sozial-Anthropologin Merete Demant Jakobsen sind die Tunumiit die letzte Bastion des grönländischen Schamanismus. Noch in den 1960er Jahren praktizierten hier einige Schamanen, die jedoch der Bevölkerung nicht mehr so mächtig wie ihre Vorfahren galten. Die Tätigkeiten der heutigen Angakkut Ostgrönlands (wie etwa Anda Kûitse aus Kulusuk, 1951–2019) umfassen neben den traditionellen Aufgaben vor allem die profane Darstellung des klassischen Trommeltanzes und die Rolle als Erzähler geheimnisvoller Geschichten.
Obwohl es noch immer Tunumiit gibt, die ausschließlich Ostgrönländisch sprechen, finden sich viele, die auch Dänisch können. Durch das Schulsystem und die Medien wird Westgrönländisch immer bedeutender, so dass der östliche Dialekt von der UNESCO als „deutlich gefährdet“ eingestuft wurde. Die Westgrönländer bezeichnen die Tunumiit als „Die, die auf der Rückseite leben“.